# Витнау
Витнау (нем. Wittnau AG) — коммуна в Швейцарии, в кантоне Аргау.
Входит в состав округа Лауфенбург.  Население составляет 1108 человек (на 31 декабря 2007 года). Официальный код  —  4181.

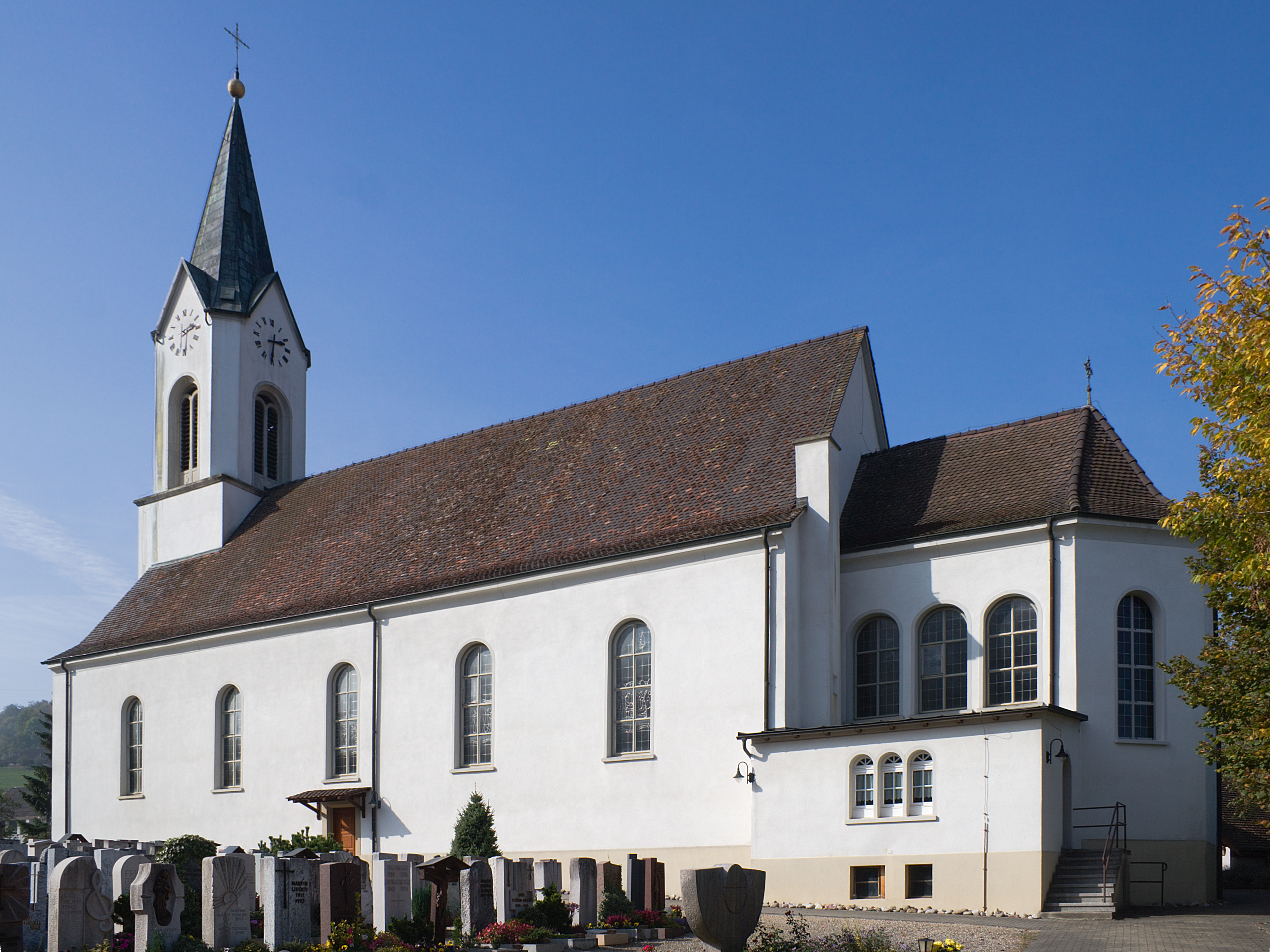
Церковь

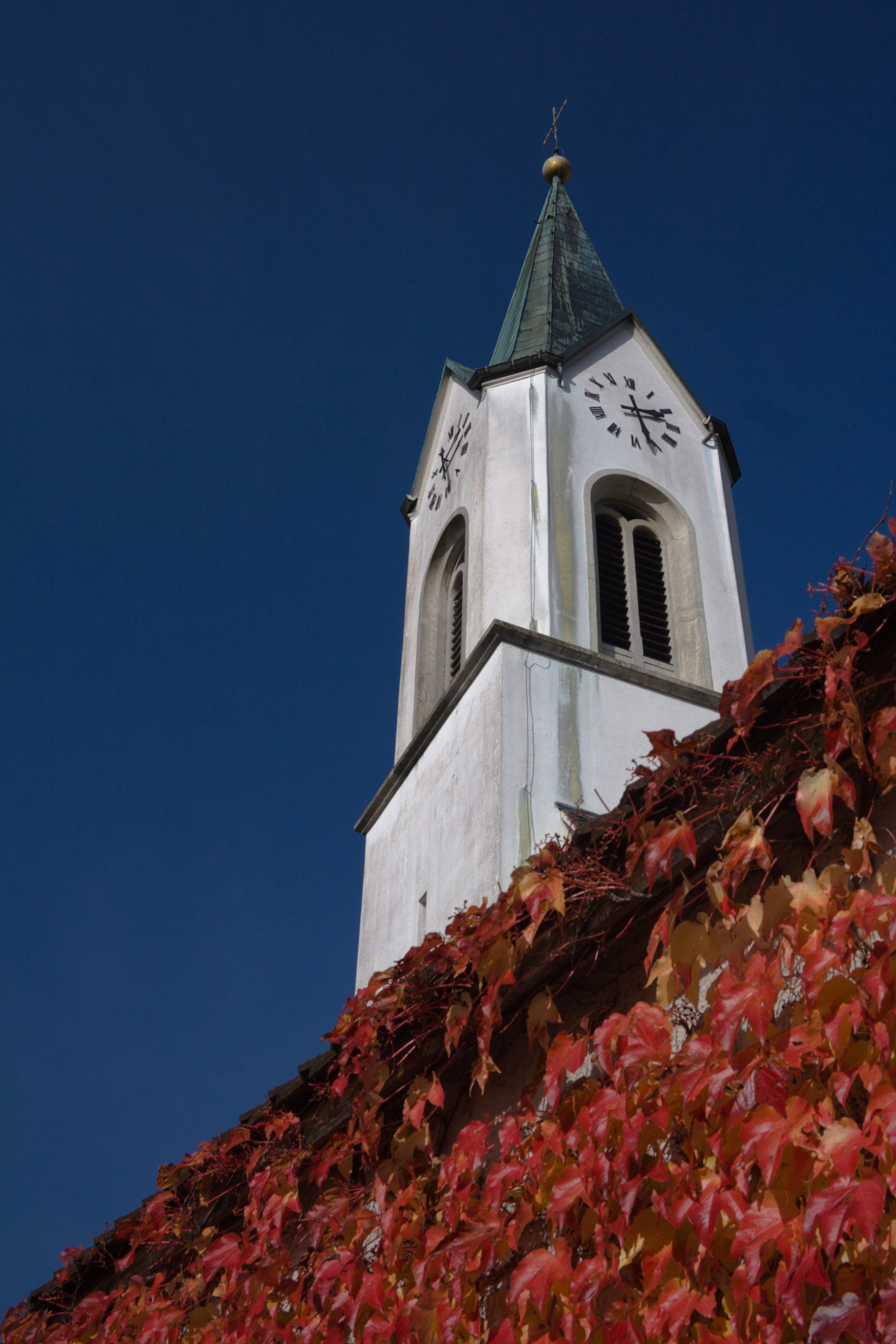
Витнау